# 勝馬の栞
勝馬の栞（かちうまのしおり）とは、日本中央競馬会の外郭団体である「財団法人競馬共助会」が発行していた出馬表である。

## 概要
日本競馬会時代の1947年に騎手や厩舎関係者の共済団体である競馬共助会が運営基金確保を目的に当日の競走の出走馬の枠順と各馬の戦績を記載した出馬表を「勝馬の栞」と名付けて発行、競馬場と場外勝馬投票券発売所でのみ販売した。
「勝馬の栞」では、現役調教師数名が出走馬に予想印を付けていた。当時は調教師が競馬新聞に予想印を付けたり、週刊の競馬専門誌上において騎手や調教師らが座談会形式で有力馬の取捨選択を行う事は珍しくなかったが、「勝馬の栞」は競馬場や場外でしか購入出来なかった事が「競馬会からの厩舎情報」という印象を競馬ファンに与えた事や、競馬新聞より安価で発売された事もあって人気を博し、特に関西では非常に良く売れたという。また当時の「優駿」には「勝馬の栞」との引換券が添付されていた事もある。
競馬共助会の財政に大きく寄与したと言われた「勝馬の栞」であったが、1965年の「山岡事件」の発生で日本中央競馬会が同会所属の調教師や騎手の予想行為を禁止した為、自動的に廃刊を余儀無くされた。